# Lycée français Jean-Mermoz (Dakar)
Le lycée français Jean Mermoz est un établissement public, l'un des trois lycées à programme français de Dakar reconnus par le Ministère de l'Éducation nationale. Il a été fondé en 2010.

## Présentation
Le lycée est un établissement à gestion directe du réseau des établissements à l'étranger (AEFE). L’ampleur, la diversité et l’importance du réseau scolaire français à l’étranger ont conduit à la mise en place d’une structure spécifique qui lui soit entièrement consacrée. L’Agence pour l’Enseignement Français à l’Etranger (AEFE) a été créée en 1990. Elle a le statut d’établissement public national à caractère administratif placé sous la tutelle du Ministère des Affaires Etrangères et du Développement International. L’AEFE emploie plus d’une centaine d’agents sur deux sites, à Paris et à Nantes. Elle a pour mission première l’appui aux établissements scolaires. Elle anime la majeure partie du réseau d’enseignement français à l’étranger.
Ayant une capacité d'environ 2 500 élèves,, l'établissement est situé dans le quartier de Ouakam depuis la rentrée 2011 (architecture récente et bioclimatique),,. Sa surface est de 17 000 m2.
L'établissement est considéré comme une cité scolaire puisqu'il accueille les enfants du CP à la Terminale.
En juin 2015, le pourcentage de réussite au baccalauréat est de 94,21 %, au DNB est de 89,30 %.
En 2016-2017, le lycée français Jean Mermoz a fêté ses 40 ans d'existence au Sénégal.
Il fut aussi le lieu de création du collectif 667 par le rappeur, auteur-compositeur-interprète et producteur : Freeze Corleone. Ainsi que la création du groupe S4221.[réf. nécessaire]
Depuis 2016, les élèves du lycée  participent chaque année à une course pour soutenir l’association Nebeday qui entreprend de reboiser le Sénégal.

## Primaire
Le lycée français Jean Mermoz compte 30 classes à l'école élémentaire,.

## Collège
Le collège accueille les classes de la 6e à la 3e avec environ 10 classes par niveau (cela varie au cours des années). Le proviseur actuel est M. Daniel Djimadoum.

## Bâtiments
Le lycée français Jean Mermoz possède 15 grands bâtiments.

## Anciens élèves
- Fatiya Diene Mazza, architecte sénégalaise
- Fama Reyane Sow, productrice franco-sénégalaise
- Zuukou Mayzie, rappeur franco-sénégalais
- Freeze Corleone, rappeur français